# Adolf Oschatz
Adolf Friedrich Oschatz (ur. 6 sierpnia 1812 w Wałczu, zm. 20 grudnia 1857 w Berlinie) – niemiecki przyrodnik.
Studiował nauki przyrodnicze, matematykę, filozofię i geografię na Uniwersytecie w Berlinie. Potem uczył matematyki i przyrody w szkole w Eutin. Od 1841 do 1843 był asystentem Purkyněgo w Instytucie Fizjologicznym we Wrocławiu. Skonstruował ulepszony mikrotom, wykorzystywany przez Purkyněgo podczas jego prac nad histologią serca. Od 1843 z powrotem w Berlinie, gdzie był nauczycielem prywatnym (Privatgelehrter). Zajmował się sporządzaniem preparatów histologicznych na potrzeby szkół i uczelni.

## Prace
- De phalli impudici germinatione (1842)
- Die Ursache des sogenannten Getreideregens als beachtenswerthe Kulturpflanze, Mittheilungen über gelungene Versuche, die Kartoffeln mit Ersparniss an Aussaat und Vermehrung des Ertrages zu ziehen und Untersuchungen über den Werth der Quecken als Brodsurrogat: 3 agronomische Abhandlungen. Jul. Springer, 1848